# 妙清寺 (松山市)
妙清寺（みょうせいじ）は、愛媛県松山市山田町乙にある日蓮宗の寺院。山号は鷲栄山。旧本山は京都立本寺。境内には柳原極堂（俳人）の墓所がある。

## 歴史
室町時代（1532年頃）、善住院日経（京都立本寺10世）の開山で創建した妙仙寺が起源。火災焼失後、大檀越の妙清霊尼と宗清霊士により山越から三番町に移転され妙清寺と改称、再興された。明治37年（1904年）境内に日露戦争の捕虜収容所がおかれた。昭和20年（1945年）松山大空襲により諸堂を焼失した。昭和30年（1955年）再興され、昭和55年（1980年）より本堂、庫裡等を現在地に移転した。昭和57年（1982年）報恩大宝塔が建立された。

## 参考資料
- 日蓮宗寺院大鑑編集委員会『宗祖第七百遠忌記念出版 日蓮宗寺院大鑑』大本山池上本門寺 (1981年)

座標: 北緯33度52分15.3秒 東経132度46分51秒 / 北緯33.870917度 東経132.78083度